# 石原れい子
石原 れい子（いしはら れいこ）は、京都府出身の元卓球選手。現役時代は日本代表としてアジア卓球選手権で金メダルを獲得。全日本卓球選手権大会で優勝2度。

## 経歴
1950年度、華頂女子高等学校在学時の全日本選手権では西村登美江と出場した女子ダブルス決勝で大越喜美子 / 土井民枝組を2-1で倒し、初優勝。
1951年度、全国高等学校卓球選手権大会では一井玲子と出場したダブルスで優勝。全日本選手権では西村と出場した女子ダブルス決勝で渡辺睦子 / 川口沙智子組を2-0で倒し、2連覇。溝畑司呂と出場した混合ダブルス決勝で峯石忠雄 / 田中良子組に0-2で敗れ準優勝。ジュニア決勝で川口に1-2で敗れ準優勝。
1952年度、全日本選手権では西村と出場した女子ダブルス決勝で佐藤富士子 / 山本千代子組に1-2で敗れ準優勝。
1953年度、アジア卓球選手権では西村と出場した女子ダブルスで金メダル。全日本選手権では一井と出場した女子ダブルス決勝で田中 / 田坂清子組に0-2で敗れ準優勝。